# Бо (Калвадос)
Бо (фр. Bô) насеље је и општина у северној Француској у региону Доња Нормандија, у департману Калвадос која припада префектури Кан.
По подацима из 2011. године у општини је живело 102 становника, а густина насељености је износила 26,15 становника/km². Општина се простире на површини од 3,9 km². Налази се на средњој надморској висини од 60 метара (максималној 273 m, а минималној 37 m).

## Демографија
| 1962. | 1968. | 1975. | 1982. | 1990. | 1999. | 2011. |
| ----- | ----- | ----- | ----- | ----- | ----- | ----- |
| 73    | 99    | 102   | 102   | 92    | 100   | 102   |

График промене броја становника у току последњих година